# Coll de Grand Colombier
El coll de Grand Colombier (en francès i oficialment col du Grand Colombier), també anomenat coll de Colombier és un coll de muntanya de carretera que es troba al massís del Jura, al departament de l'Ain, a la regió d'Alvèrnia-Roine-Alps, i que té el punt culminant a 1.498 metres d'altitud.
El coll uneix la vall de Séran amb la vall del Roine.

## Ciclisme
És un dels colls més difícils de França, amb desnivells que superen el 20% en algun tram en la seva ascensió des d'Artemare per Virieu-le-Petit, per la cara oest. El pas s'ha emprat habitualment en curses com el Tour de l'Ain, el Critèrium del Dauphiné i el Tour de l'Avenir.
Des de Culoz (al sud), l'ascensió té 18,3 km i se superen 1.255 m de desnivell amb un percentatge mitjà del 6,9%, però amb alguns trams al 12%.
El coll també es pot pujar des d'Anglefort (est), amb 1.205 m de desnivell en 15,2 km i un desnivell mitjà del 7,9%.

### Tour de França
El coll fou visitat pel Tour de França per primera vegada en la 10a etapa del Tour del 2012 com a port de categoria especial. El primer a passar pel cim fou Thomas Voeckler, que guanyà l'etapa amb final a Bellegarde-sur-Valserine.
| Any  | Etapa | Categoria | Ciclista que corona   |
| ---- | ----- | --------- | --------------------- |
| 2020 | 15    | HC        | Tadej Pogačar (SLO)   |
| 2017 | 9     | HC        | Warren Barguil (FRA)  |
| 2016 | 15    | HC        | Rafał Majka (POL)     |
| 2012 | 10    | HC        | Thomas Voeckler (FRA) |